# 허징즈
허징즈(贺敬之, 1924년 11월~)는 중국의 정치인이자 시인이다. 그는 제8기 중국인민정치협상회의 상임위원, 제7기 전국인민대표대회 상무위원, 제12기 및 제13기 중국공산당 중앙위원을 지냈다. 중화인민공화국 문화관광부 부장, 중국공산당 중앙선전부 부주임 등을 역임했다.
1924년 중화민국 산둥성 이청구에서 태어났다. 1940년 옌안으로 건너가 1942년 옌안 룩순예술학원 문학과를 졸업하고 중국문학을 전공했다. 그는 17세에 중국공산당에 입당했다. 그의 유명한 작품으로 《백모녀》(白毛女)가 있다.